# Salarias alboguttatus
Salarias alboguttatus är en fiskart som beskrevs av Kner, 1867. Salarias alboguttatus ingår i släktet Salarias och familjen Blenniidae. Inga underarter finns listade i Catalogue of Life.